# Elena Pirozhkova
Elena Sergeyovna Pirozhkova (ur. 13 października 1986 w Nowokuźniecku) – amerykańska zapaśniczka, mistrzyni i wicemistrzyni świata.
W wieku trzech lat wyemigrowała z rodzicami ze ZSRR do Stanów Zjednoczonych. Mistrzyni świata z 2012 roku w kategorii wagowej do 63 kg i trzykrotna medalistka. Dwukrotna olimpijka. Piąta w Rio de Janeiro 2016 (kategoria 63 kg) i czternasta w Londynie 2012 (kategoria 63 kg).
Zdobyła cztery złote medale mistrzostw panamerykańskich. Druga w Pucharze Świata w 2013; czwarta w 2015; piąta w 2009 i 2011; szósta w 2014 i 2010; siódma w 2012 i ósma w 2010. Akademicka mistrzyni świata w 2008 i 2010 roku.